# Campionati del mondo di atletica leggera 2017 - Maratona maschile
La gara della maratona maschile dei Campionati del mondo di atletica leggera 2017 si è svolta domenica 6 agosto.

## Podio
| Pos.    | Atleta                  | Nazionalità | Tempo    |
| ------- | ----------------------- | ----------- | -------- |
| Oro     | Geoffrey Kipkorir Kirui | Kenya       | 2h08'27" |
| Argento | Tamirat Tola            | Etiopia     | 2h09'49" |
| Bronzo  | Alphonce Felix Simbu    | Tanzania    | 2h09'51" |

## Situazione pre-gara

### Record
Prima di questa competizione, il record del mondo (RM) e il record dei campionati (RC) erano i seguenti.
| Record                | Prestazione | Atleta                       | Data                                | Competizione              |
| --------------------- | ----------- | ---------------------------- | ----------------------------------- | ------------------------- |
| Record mondiale       | 2h02'57"    | Dennis Kipruto Kimetto Kenya | 28 settembre 2014 Berlino, Germania | Maratona di Berlino       |
| Record dei campionati | 2h06'54"    | Abel Kirui Kenya             | 22 agosto 2009 Berlino, Germania    | Campionati del mondo 2009 |

### Campioni in carica
I campioni in carica, a livello mondiale e olimpico, erano:
| Campione | Atleta                        | Prestazione | Data                                   | Competizione                |
| -------- | ----------------------------- | ----------- | -------------------------------------- | --------------------------- |
| Olimpico | Eliud Kipchoge Kenya          | 2h08'44"    | 13 agosto 2016 Rio de Janeiro, Brasile | Giochi della XXXI Olimpiade |
| Mondiale | Ghirmay Ghebreslassie Eritrea | 2h12'28"    | 22 agosto 2015 Pechino, Cina           | Campionati del mondo 2015   |

### La stagione
Prima di questa gara, gli atleti con le migliori tre prestazioni dell'anno erano:
| Pos. | Atleta                         | Prestazione | Data                                       |
| ---- | ------------------------------ | ----------- | ------------------------------------------ |
| 1    | Wilson Kipsang Kiprotich Kenya | 2h 03'58"   | 26 febbraio 2017 Tokyo, Giappone           |
| 2    | Tamirat Tola Etiopia           | 2h 04'11"   | 20 gennaio 2017 Dubai, Emirati Arabi Uniti |
| 3    | Daniel Kinyua Wanjiru Kenya    | 2h 05'48"   | 23 aprile 2017 Londra, Regno Unito         |

## Classifica
| Pos. | Atleta                    | Nazionalità   | Tempo    | Note                                     |
| ---- | ------------------------- | ------------- | -------- | ---------------------------------------- |
|      | Geoffrey Kipkorir Kirui   | Kenya         | 2h08'27" | Miglior prestazione personale stagionale |
|      | Tamirat Tola              | Etiopia       | 2h09'49" |                                          |
|      | Alphonce Felix Simbu      | Tanzania      | 2h09'51" |                                          |
| 4    | Callum Hawkins            | Gran Bretagna | 2h10'17" | Miglior prestazione personale            |
| 5    | Daniele Meucci            | Italia        | 2h10'56" | Miglior prestazione personale            |
| 6    | Gedeon Kipkemoi Kipketer  | Etiopia       | 2h10'56" |                                          |
| 7    | Yohanes Ghebregergis      | Eritrea       | 2h12'07" |                                          |
| 8    | Daniel Kinyua Wanjiru     | Kenya         | 2h12'16" |                                          |
| 9    | Yuki Kawauchi             | Giappone      | 2h12'19" |                                          |
| 10   | Kentaro Nakamoto          | Giappone      | 2h12'41" |                                          |
| 11   | Solomon Mutai             | Uganda        | 2:13.29  |                                          |
| 12   | Ezekiel Jafary            | Tanzania      | 2:14.05  |                                          |
| 13   | Abdi Hakin Ulad           | Danimarca     | 2:14.22  | Miglior prestazione personale stagionale |
| 14   | Kaan Kigen Özbilen        | Turchia       | 2:14.29  | Miglior prestazione personale stagionale |
| 15   | Shumi Dechasa             | Bahrein       | 2:15.08  | Miglior prestazione personale stagionale |
| 16   | Elkanah Kibet             | Stati Uniti   | 2:15.14  |                                          |
| 17   | Javier Guerra             | Spagna        | 2:15.22  |                                          |
| 18   | Ihor Olefirenko           | Ucraina       | 2:15.34  | Miglior prestazione personale stagionale |
| 19   | Tsegaye Mekonnen          | Etiopia       | 2:15.36  |                                          |
| 20   | Ernesto Andrés Zamora     | Uruguay       | 2:16.00  | Miglior prestazione personale            |
| 21   | Desmond Mokgobu           | Sudafrica     | 2:16.14  |                                          |
| 22   | Mick Clohisey             | Irlanda       | 2:16.21  | Miglior prestazione personale stagionale |
| 23   | Valentin Pfeil            | Austria       | 2:16.28  |                                          |
| 24   | Remigijus Kančys          | Lituania      | 2:16.34  |                                          |
| 25   | Derlys Ayala              | Paraguay      | 2:16.37  | Miglior prestazione personale            |
| 26   | Hiroto Inoue              | Giappone      | 2:16.54  |                                          |
| 27   | Ihor Russ                 | Ucraina       | 2:17.01  | Miglior prestazione personale stagionale |
| 28   | Thonakal Gopi             | India         | 2:17.13  |                                          |
| 29   | Mert Girmalegesse         | Turchia       | 2:17.36  |                                          |
| 30   | Mohamed Reda El Aaraby    | Marocco       | 2:17.50  |                                          |
| 31   | Andrew Davies             | Gran Bretagna | 2:17.59  |                                          |
| 32   | Mikael Ekvall             | Svezia        | 2:18.12  | Miglior prestazione personale stagionale |
| 33   | Pardon Ndhlovu            | Zimbabwe      | 2:18.37  | Miglior prestazione personale stagionale |
| 34   | Munkhbayar Narandulam     | Mongolia      | 2:18.42  | Miglior prestazione personale            |
| 35   | Namupala Reonard          | Namibia       | 2:18.51  | Miglior prestazione personale stagionale |
| 36   | Yuriy Rusyuk              | Ucraina       | 2:18.54  | Miglior prestazione personale stagionale |
| 37   | Paulus Iiyambo            | Namibia       | 2:19.45  |                                          |
| 38   | Stephno Gwandu Huche      | Tanzania      | 2:20.05  |                                          |
| 39   | Josh Griffiths            | Gran Bretagna | 2:20.06  |                                          |
| 40   | Tiidrek Nurme             | Estonia       | 2:20.41  | Miglior prestazione personale stagionale |
| 41   | Ghebrezgiabhier Kibrom    | Eritrea       | 2:21.22  |                                          |
| 42   | Bobby Curtis              | Stati Uniti   | 2:21.22  | Miglior prestazione personale stagionale |
| 43   | Robert Chemonges          | Uganda        | 2:21.24  |                                          |
| 45   | Jack Colreavy             | Australia     | 2:21.44  |                                          |
| 46   | Byambajav Tseveenravdan   | Mongolia      | 2:21.48  |                                          |
| 47   | Millen Matende            | Zimbabwe      | 2:21.52  | Miglior prestazione personale stagionale |
| 48   | Ser-Od Bat-Ochir          | Mongolia      | 2:21.55  |                                          |
| 49   | Leslie Encina             | Cile          | 2:22.10  |                                          |
| 50   | Hassan Chani              | Bahrein       | 2:22.19  |                                          |
| 51   | Ignas Brasevičius         | Lituania      | 2:22.20  | Miglior prestazione personale stagionale |
| 52   | David Nilsson             | Svezia        | 2:22.53  |                                          |
| 53   | Roman Fosti               | Estonia       | 2:23.28  | Miglior prestazione personale stagionale |
| 54   | Thomas Toth               | Canada        | 2:23.47  |                                          |
| 55   | Manuel Cabrera            | Cile          | 2:24.08  |                                          |
| 56   | Davit Kharazishvili       | Georgia       | 2:24.24  |                                          |
| 57   | Segundo Jami              | Ecuador       | 2:24.28  |                                          |
| 58   | José Amado García         | Guatemala     | 2:25.03  |                                          |
| 59   | Kim Hyo-su                | Corea del Sud | 2:25.08  |                                          |
| 60   | Brad Milosevic            | Australia     | 2:25.14  |                                          |
| 61   | David Carver              | Mauritius     | 2:25.45  | Miglior prestazione personale stagionale |
| 62   | Girmaw Amare              | Israele       | 2:26.37  |                                          |
| 63   | Sean Hehir                | Irlanda       | 2:27.33  |                                          |
| 64   | Yu Seung-yeop             | Corea del Sud | 2:29.06  |                                          |
| 65   | Shin Kwang-sik            | Corea del Sud | 2:29.52  |                                          |
| 66   | Rok Puhar                 | Slovenia      | 2:33.12  |                                          |
| 67   | Juan Carlos Trujillo      | Guatemala     | 2:33.42  | Miglior prestazione personale stagionale |
| 68   | Luis Alberto Orta         | Venezuela     | 2:33.42  | Miglior prestazione personale            |
| 69   | Luis Carlos Rivero        | Guatemala     | 2:41.39  |                                          |
| 70   | Ricardo Ramos             | Messico       | 2:41.50  | Miglior prestazione personale stagionale |
| 71   | Abraham Niyonkuru         | Burundi       | 2:42.27  |                                          |
| 72   | Jorge Castelblanco        | Panama        | dnf      |                                          |
| 72   | Jean-Pierre Castro        | Perù          | dnf      |                                          |
| 72   | Anuradha Indrajith Cooray | Sri Lanka     | dnf      |                                          |
| 72   | Nicolás Cuestas           | Uruguay       | dnf      |                                          |
| 72   | Abdelhadi El Hachimi      | Belgio        | dnf      |                                          |
| 72   | Iván Fernández            | Spagna        | dnf      |                                          |
| 72   | Eric Gillis               | Canada        | dnf      |                                          |
| 72   | Josh Harris               | Australia     | dnf      |                                          |
| 72   | Marius Ionescu            | Romania       | dnf      |                                          |
| 72   | Stefano La Rosa           | Italia        | dnf      |                                          |
| 72   | Ayad Lamdassem            | Spagna        | dnf      |                                          |
| 72   | Raúl Machacuay            | Perù          | dnf      |                                          |
| 72   | Augustus Maiyo            | Stati Uniti   | dnf      |                                          |
| 72   | Mariano Mastromarino      | Argentina     | dnf      |                                          |
| 72   | Tsepo Mathibelle          | Lesotho       | dnf      |                                          |
| 72   | Amanuel Mesel             | Eritrea       | dnf      |                                          |
| 72   | Ercan Muslu               | Turchia       | dnf      |                                          |
| 72   | Lebenya Nkoka             | Lesotho       | dnf      |                                          |
| 72   | Cutbert Nyasango          | Zimbabwe      | dnf      |                                          |
| 72   | Sibusiso Nzima            | Sudafrica     | dnf      |                                          |
| 72   | Bhumiraj Rai              | Nepal         | dnf      |                                          |
| 72   | Ricardo Ribas             | Portogallo    | dnf      |                                          |
| 72   | Aguelmis Rojas            | Uruguay       | dnf      |                                          |
| 72   | Maru Teferi               | Israele       | dnf      |                                          |
| 72   | Yemane Tsegay             | Etiopia       | dnf      |                                          |
| 72   | Enzo Yáñez                | Cile          | dnf      |                                          |
| 72   | Valērijs Žolnerovičs      | Lettonia      | dnf      |                                          |
| 73   | Lusapho April             | Sudafrica     | dns      |                                          |
| 73   | Mumin Gala                | Gibuti        | dns      |                                          |